# Oxyothespis mammilata
Oxyothespis mammilata är en bönsyrseart som beskrevs av Sjostedt 1930. Oxyothespis mammilata ingår i släktet Oxyothespis och familjen Mantidae. Inga underarter finns listade i Catalogue of Life.